# Pavel Horváth
Pavel Horváth (Praag, 22 april 1975) is een Tsjechische voetballer.

## Tsjechisch voetbalelftal
Horváth debuteerde op 9 februari 1999 voor het Tsjechisch nationaal elftal in de vriendschappelijke wedstrijd in en tegen België (0-1), net als spits Jan Koller (KSC Lokeren). Hij speelde in totaal 19 interlands voor de nationale ploeg van zijn vaderland
1 Srníček ·
2 Řepka ·
3 Látal ·
4 Nedvěd ·
5 Fukal ·
6 Vlček ·
7 Němec  ·
8 Poborský ·
9 Kuka ·
10 Koller ·
11 Rosický ·
12 Lokvenc ·
13 Bejbl ·
14 Horváth ·
15 Jankulovski ·
16 Maier ·
17 Šmicer ·
18 Novotný ·
19 Rada ·
20 Berger ·
21 Gabriel ·
22 Blažek ·
Coach: Chovanec